# Elizaveta Nazarenkova
Elizaveta Sergeïeva Nazarenkova (en russe : Елизавета Сергеевна Назаренкова) est une gymnaste rythmique russe puis ouzbèke née le 27 août 1995 à Mourmansk.

## Palmarès

### Championnats d'Asie
- Jecheon 2015
  -  médaille d'or par équipes.
  -  médaille d'or aux massues.
  -  médaille d'argent au concours général individuel.
  -  médaille d'argent au ballon.
- Tachkent 2016
  -  médaille d'argent au concours général individuel.
  -  médaille d'argent aux massues.
  -  médaille de bronze au ballon.
  -  médaille de bronze au cerceau.
  -  médaille de bronze au ruban.

### Jeux mondiaux
- Cali 2013
  -  médaille de bronze au cerceau.

### Universiade
- Kazan 2013
  -  médaille de bronze au cerceau.